# The Cloisters

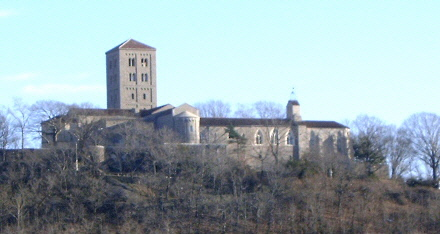
The Cloisters desde el río Hudson.

The Cloisters (en español: “Los Claustros”) es un museo situado en el Fort Tryon Park de la ciudad de Nueva York, Estados Unidos. especializado en arte y arquitectura medieval europea, con un enfoque en los períodos románico y gótico. Administrado por el Museo Metropolitano de Arte, contiene una gran colección de obras de arte medieval que se muestran en los escenarios arquitectónicos de los monasterios y abadías francesas. 

## Historia y características
Sus edificios se centran en cuatro claustros, Cuixà, Saint-Guilhem, Bonnefont y Trie, que fueron adquiridos por el escultor y marchante de arte estadounidense George Grey Barnard. Desmantelados en Europa entre 1934 y 1939, y trasladados a Nueva York, fueron adquiridos para el museo por el financiero y filántropo John D. Rockefeller Jr. Otras fuentes importantes de objetos fueron donadas por las colecciones de J. P. Morgan y Joseph Brummer.
El edificio del museo fue diseñado por el arquitecto Charles Collens, en una colina empinada, con niveles superior e inferior. Contiene jardines medievales y una serie de capillas y galerías temáticas, entre las que destacan las salas Románica, Fuentidueña, Unicornio, Española y Gótica. El diseño, la distribución y el ambiente del edificio están destinados a evocar un sentido de la vida monástica europea medieval.
Contiene alrededor de 5,000 obras de arte y arquitectura, todas europeas y en su mayoría que datan desde el período bizantino hasta el Renacimiento temprano, principalmente durante los siglos XII al XV. Los variados objetos incluyen esculturas en piedra y madera, tapices, manuscritos iluminados y pinturas sobre tabla, de las cuales las más conocidas incluyen el Tríptico de la Anunciación (c. 1422) del arte flamenco temprano y el tapiz flamenco de La caza del unicornio (c. 1495-1505).
Rockefeller compró el sitio del museo en Washington Heights en 1930 y lo donó junto con la colección Bayard al Museo Metropolitano de Arte en 1931. Tras su inauguración el 10 de mayo de 1938, Cloisters se describió como una colección "mostrada informalmente en un entorno pintoresco, lo que estimula la imaginación y crea un estado de ánimo receptivo para el que lo disfrute".